# Brian Bloodaxe
Brian Bloodaxe è un videogioco a piattaforme pubblicato nel 1985 per Amstrad CPC, Commodore 64 e ZX Spectrum dalla The Edge, un'etichetta della società britannica Softek International. Il protagonista è la parodia di un vichingo che invade la Gran Bretagna e affronta una varietà di nemici spesso surreali o anacronistici. Lo stile di gioco è alla Manic Miner/Jet Set Willy, con salti precisi e rompicapo, ma più complesso e di genere avventura dinamica, infatti richiede anche esplorazione e uso di oggetti.
In Nordamerica venne pubblicato per Commodore 64 dalla Mindscape, solo in raccolta con Quo Vadis e Revelation sempre della The Edge.

## Modalità di gioco
Il giocatore controlla Brian, un personaggio rappresentato con un vistoso elmo cornuto e con un'ascia, che però non viene utilizzata come arma. Si avventura in un labirinto di oltre 100 stanze bidimensionali a schermata statica, collegate da passaggi orizzontali o verticali. Già dalla prima stanza si possono prendere tre possibili vie. Ogni stanza è un complesso di piattaforme, nemici che si muovono in modo ripetitivo, oggetti e trappole. Spesso bisogna scoprire un modo, più o meno logico, per raggiungere le varie parti della stanza.
I controlli di Brian sono camminare a destra e sinistra, saltare, prendere/lasciare oggetti e usare uno degli oggetti posseduti. Molti dei nemici si possono eliminare saltandogli addosso dal basso e colpendoli con le corna dell'elmo. Spesso è possibile anche saltare sopra un nemico e camminare su di lui senza subire danni. Si può restare appesi sotto alcune piattaforme saltando e piantando le corna nel soffitto di legno.
Si possono trovare e raccogliere numerosi oggetti, trasportabili fino a un massimo di tre alla volta. Ogni oggetto ha una sua funzione, dalle più ovvie chiavi che aprono le porte del proprio colore, a usi più strani che bisogna scoprire. Ogni oggetto posizionato sullo scenario è anche utilizzabile come piattaforma per saltarci sopra.
Brian ha più vite e per ciascuna ha una barra dell'energia; sono più o meno nocivi il contatto con i nemici, le cadute da altezze elevate e le vasche d'acqua, sebbene sia anche possibile saltellare su di essa senza annegare. Uno degli oggetti che si possono trovare è la birra, utilizzabile illimitatamente per ricaricare l'energia.
Gli avversari sono solo in parte guerrieri medievali, si devono affrontare anche animali, personaggi moderni e oggetti animati di ogni genere, spesso assurdi e a volte legati alla Gran Bretagna. Ci sono ad esempio automobili, minatori, vescovi, WC, anatre, rinoceronti, il mostro di Loch Ness, i Dalek, ecc. Ci sono anche vari riferimenti ai comici britannici Monty Python, sia in alcuni degli elementi di gioco, sia nella colonna sonora, che ripete la marcia The Liberty Bell di John Philip Sousa, allora nota come sigla di Monty Python's Flying Circus. Anche la scritta del titolo in copertina ha lo stesso stile del titolo del film Brian di Nazareth.